# Isi/Disi. Amor a lo bestia
Isi/Disi. Amor a lo bestia es una película española cómica de 2004 dirigida por Chema de la Peña y protagonizada por Santiago Segura y Florentino Fernández. Fue seguida por la secuela Isi/Disi: alto voltaje.
Fue nominada a dos Premios Goya en las categorías de Mejor canción y mejor sonido.
La banda sonora de la película se publicó también en CD con el mismo título de la película "Isi-Disi: Amor a lo bestia".

## Sinopsis
Isi (Santiago Segura) y Disi (Florentino Fernández) son dos amigos que nacieron y se criaron en Leganés. Son unos fanes de AC/DC, de ahí sus nombres. Isi encuentra el amor de su vida, es una chica universitaria llamada Vane (Jaydy Michel), son totalmente opuestos en la forma de ser.

## Producción
Al final de la película hay un pequeño papel de Joaquín Sabina, quien se interpreta a sí mismo, cantando el tema principal de la película en un concierto en la Cubierta de Leganés.